# اسپرماتوسل
اسپرماتوسل یک کیست پر از مایع است که در اپیدیدیم ایجاد می‌شود. این مایع معمولاً به رنگ سفید شفاف یا شیری بوده و ممکن است حاوی اسپرم باشد. اسپرماتوسل‌ها معمولاً با اسپرم پر می‌شوند و اندازه آنها می‌تواند از چند میلی‌متر تا چندین سانتی‌متر متفاوت باشد. اسپرماتوسل‌های کوچک نسبتاً شایع هستند و در حدود ۳۰ درصد از مردان دیده می‌شوند. آنها به‌طور کلی دردناک نیستند. با این حال، برخی از افراد ممکن است ناراحتی مانند درد مبهم در کیسه بیضه ناشی از اسپرماتوسل‌های بزرگتر را تجربه کنند. این کیست‌ها سرطانی نیستند و باعث افزایش خطر ابتلا به سرطان بیضه نمی‌شوند. علاوه بر این، برخلاف واریکوسل، باروری را کاهش نمی‌دهند.